# Java Foundation Classes
JFC (Java Foundation Classes) – graficzny framework przeznaczony do budowy aplikacji w środowisku Java, wykorzystujących graficzny interfejs użytkownika (GUI), składający się ze środowiska AWT, Swing oraz Java2D.